# Courtoin
Cet article possède un paronyme, voir Tourcoing.
Courtoin est une commune française située dans le département de l'Yonne en région Bourgogne-Franche-Comté.

## Géographie

### Climat
Pour des articles plus généraux, voir Climat de la Bourgogne-Franche-Comté et Climat de l'Yonne.
En 2010, le climat de la commune est de type climat océanique dégradé des plaines du Centre et du Nord, selon une étude du Centre national de la recherche scientifique s'appuyant sur une série de données couvrant la période 1971-2000. En 2020, Météo-France publie une typologie des climats de la France métropolitaine dans laquelle la commune est exposée à un climat océanique altéré et est dans la région climatique  Nord-est du bassin Parisien, caractérisée par un ensoleillement médiocre, une pluviométrie moyenne régulièrement répartie au cours de l’année et un hiver froid (3 °C). 
Pour la période 1971-2000, la température annuelle moyenne est de 10,6 °C, avec une amplitude thermique annuelle de 15,4 °C. Le cumul annuel moyen de précipitations est de 746 mm, avec 11,8 jours de précipitations en janvier et 7,7 jours en juillet. Pour la période 1991-2020, la température moyenne annuelle observée sur la station météorologique de Météo-France la plus proche, « Savigny-sur-Clairis », sur la commune de Savigny-sur-Clairis à 5 km à vol d'oiseau, est de 11,3 °C et le cumul annuel moyen de précipitations est de 732,3 mm. 
La température maximale relevée sur cette station est de 41,9 °C, atteinte le 25 juillet 2019 ; la température minimale est de −21 °C, atteinte le 16 janvier 1985,,. 
Les paramètres climatiques de la commune ont été estimés pour le milieu du siècle (2041-2070) selon différents scénarios d'émission de gaz à effet de serre à partir des nouvelles projections climatiques de référence DRIAS-2020. Ils sont consultables sur un site dédié publié par Météo-France en novembre 2022.

## Urbanisme

### Typologie
Au 1er janvier 2024, Courtoin est catégorisée commune rurale à habitat très dispersé, selon la nouvelle grille communale de densité à sept niveaux définie par l'Insee en 2022.
Elle est située hors unité urbaine et hors attraction des villes,.

### Occupation des sols
L'occupation des sols de la commune, telle qu'elle ressort de la base de données européenne d’occupation biophysique des sols Corine Land Cover (CLC), est marquée par l'importance des territoires agricoles (66,3 % en 2018), une proportion identique à celle de 1990 (66,3 %). La répartition détaillée en 2018 est la suivante : 
terres arables (65,5 %), forêts (33,6 %), zones agricoles hétérogènes (0,8 %). L'évolution de l’occupation des sols de la commune et de ses infrastructures peut être observée sur les différentes représentations cartographiques du territoire : la carte de Cassini (XVIIIe siècle), la carte d'état-major (1820-1866) et les cartes ou photos aériennes de l'IGN pour la période actuelle (1950 à aujourd'hui).

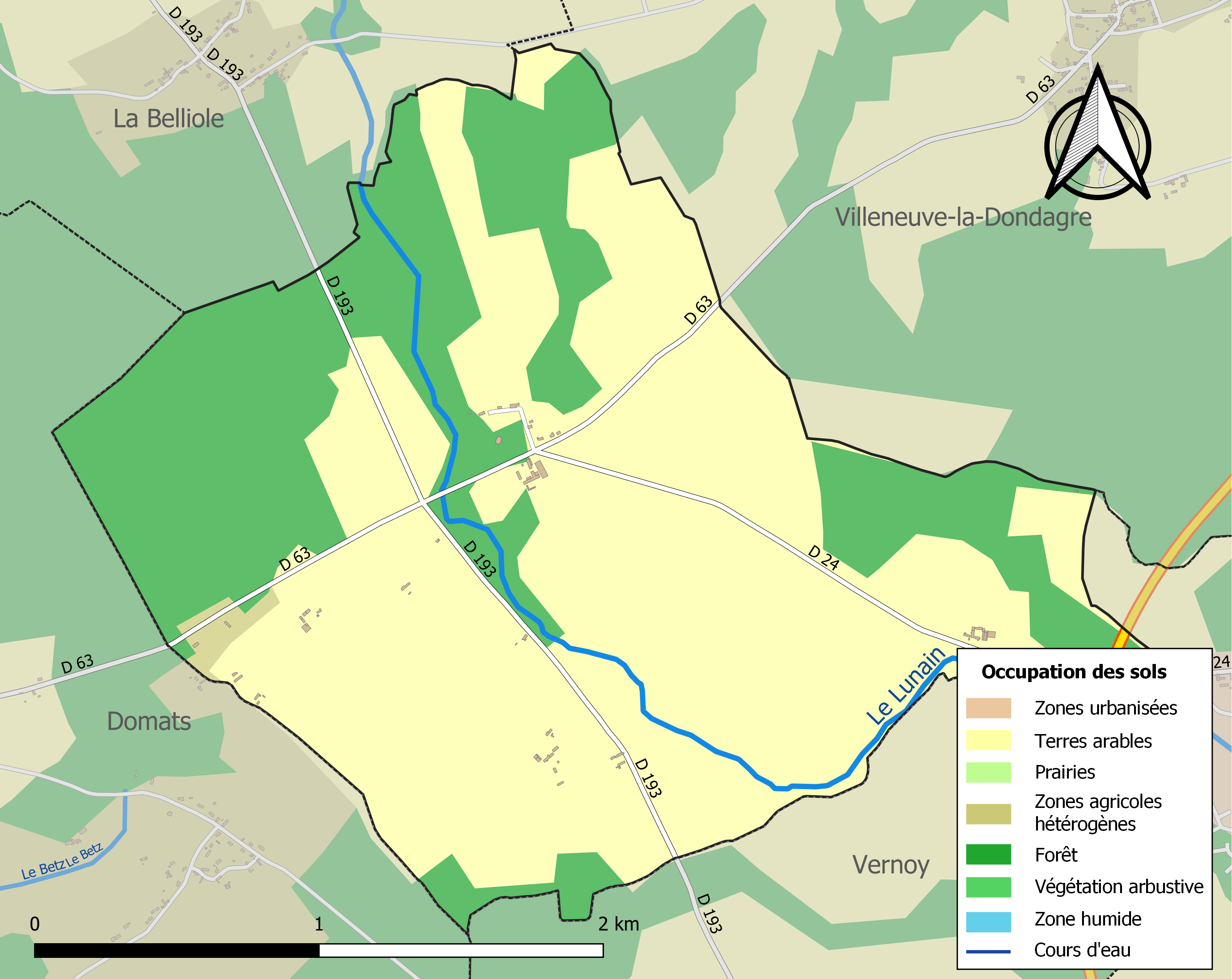
Carte des infrastructures et de l'occupation des sols de la commune en 2018 (CLC).

## Toponymie
Curtuinum (1695) ; Courtroin (1453) ; Courtoin (1667).

## Histoire
Son château, ses terres, et son étang, ont appartenu au prince François-Xavier de Saxe.

## Politique et administration
| Période | Période  | Identité                          | Étiquette | Qualité     |
| ------- | -------- | --------------------------------- | --------- | ----------- |
| 1929    | 1935     | Jean de Canchy                    |           |             |
| 1800    | 1805     | Mathieu Lucas                     |           |             |
| 1805    | 1807     | Jean-Baptiste Louismet            |           |             |
| 1807    | 1813     | Charles Simonet                   |           |             |
| 1813    | 1815     | Pierre-André Louismet             |           |             |
| 1815    | 1817     | Jean-Baptiste Pouteau             |           |             |
| 1817    | 1826     | Charles Simonet                   |           |             |
| 1826    | 1830     | Antoine-Louis Berthelin-Desbirons |           |             |
| 1830    | 1837     | Étienne Barrière                  |           |             |
| 1837    | 1846     | Jacques Gravereau                 |           |             |
| 1846    | 1900     | Pierre Louismet                   |           |             |
| 1900    | 1929     | Étienne de Canchy                 |           | Agriculteur |
| 1935    | 1945     | Jules Desvergnes                  |           |             |
| 1945    | 1949     | Gaston Orlianges                  |           |             |
| 1949    | 1959     | Kléber Laurent                    |           |             |
| 1959    | 1965     | Robert Simard                     |           |             |
| 1965    | 1986     | Régino Serfaty                    |           |             |
| 1986    | 2001     | Gérard Aita                       |           |             |
| 2001    | en cours | Christine Aita                    |           |             |

## Démographie
L'évolution du nombre d'habitants est connue à travers les recensements de la population effectués dans la commune depuis 1793. Pour les communes de moins de 10 000 habitants, une enquête de recensement portant sur toute la population est réalisée tous les cinq ans, les populations de référence des années intermédiaires étant quant à elles estimées par interpolation ou extrapolation. Pour la commune, le premier recensement exhaustif entrant dans le cadre du nouveau dispositif a été réalisé en 2008.

En 2022, la commune comptait 35 habitants, en évolution de −16,67 % par rapport à 2016 (Yonne : −1,95 %, France hors Mayotte : +2,11 %).
| 1793 | 1800 | 1806 | 1821 | 1831 | 1836 | 1841 | 1846 | 1851 |
| ---- | ---- | ---- | ---- | ---- | ---- | ---- | ---- | ---- |
| 132  | 143  | 128  | 120  | 115  | 133  | 122  | 112  | 108  |

| 1856 | 1861 | 1866 | 1872 | 1876 | 1881 | 1886 | 1891 | 1896 |
| ---- | ---- | ---- | ---- | ---- | ---- | ---- | ---- | ---- |
| 105  | 98   | 104  | 110  | 107  | 97   | 110  | 111  | 113  |

| 1901 | 1906 | 1911 | 1921 | 1926 | 1931 | 1936 | 1946 | 1954 |
| ---- | ---- | ---- | ---- | ---- | ---- | ---- | ---- | ---- |
| 112  | 114  | 107  | 96   | 103  | 87   | 53   | 50   | 52   |

| 1962 | 1968 | 1975 | 1982 | 1990 | 1999 | 2006 | 2008 | 2013 |
| ---- | ---- | ---- | ---- | ---- | ---- | ---- | ---- | ---- |
| 70   | 70   | 50   | 52   | 39   | 44   | 41   | 40   | 44   |

| 2018 | 2022 | - | - | - | - | - | - | - |
| ---- | ---- | - | - | - | - | - | - | - |
| 34   | 35   | - | - | - | - | - | - | - |

## Lieux et monuments
- Le château de Courtoin.
- L'église Notre-Dame-et-Saint-Firmin.

## Personnalités liées à la commune
- Le général Étienne du Moustier de Canchy.

## Événements
- La ronde des 16 clochers, devenue la Rond'Yonne[18].

## Pour approfondir